# Guerinia grisea
Guerinia grisea là một loài ruồi trong họ Tachinidae.